# Gobierno Solberg
El gobierno Solberg fue el gobierno del Reino de Noruega, encabezado por la líder del Partido Conservador Erna Solberg como primera ministra desde el 16 de octubre de 2013 hasta el 14 de octubre de 2021. El gobierno fue nombrado por el rey Harald V el 16 de octubre de 2013 tras las elecciones parlamentarias del 9 de septiembre, integrado por el Partido Conservador y el Partido del Progreso como gobierno minoritario. El 16 de diciembre de 2015, el gabinete se reorganizó. El gobierno obtuvo un apoyo renovado tras las elecciones parlamentarias de 2017. Se amplió el 14 de enero de 2018, cuando se alcanzó un acuerdo para incluir al partido liberal Venstre, y se amplió aún más el 22 de enero de 2019 cuando el Partido Demócrata Cristiano se unió a la coalición. El 20 de enero de 2020, el Partido del Progreso anunció que se retiraría del gobierno, citando la decisión de traer a casa a la familia de un niño enfermo de Siria, que incluía a la madre del niño, una ciudadana noruega que se había ofrecido como voluntaria para el Estado Islámico.
El 12 de octubre de 2021, Solberg presentó la dimisión del gobierno como resultado de la mayoría en su contra tras las elecciones de 2021. El gabinete funcionó como un gobierno interino hasta que el gobierno de Støre prestó juramento.

## Apoyo parlamentario desde 2013 y gobierno mayoritario desde 2019
El Gobierno fue una coalición de centroderecha. En el momento de su formación en 2013, estaba formado por el Partido Conservador y el Partido del Progreso, contando con el apoyo parlamentario del partido liberal Venstre y el Partido Demócrata Cristiano a través de un acuerdo por separado que les otorgaba influencia en la política. Venstre ingresó al gobierno en enero de 2018, al igual que el Partido Demócrata Cristiano en enero de 2019. El Partido del Progreso abandonó la coalición, el primer gobierno en el que había participado, en enero de 2020. Desde enero de 2018 hasta enero de 2020, la coalición mantuvo la mayoría en el Parlamento. Este gobierno fue el primero en Noruega desde 1986 en el que partidos de centroderecha participaron en una coalición mayoritaria.

### Apoyo Gobierno 2013
| Cámara   | Candidato    | Fecha                                                     | Voto |    |    |    |    |    |   |   |   | Total  |
| -------- | ------------ | --------------------------------------------------------- | ---- | -- | -- | -- | -- | -- | - | - | - | ------ |
| Storting | Erna Solberg | 16 de octubre de 2013 Mayoría absoluta requerida (85/169) | Sí   |    | 48 | 29 | 10 |    |   |   |   | 87/169 |
| Storting | Erna Solberg | 16 de octubre de 2013 Mayoría absoluta requerida (85/169) | No   | 55 |    |    |    | 10 |   | 7 | 1 | 73/169 |
| Storting | Erna Solberg | 16 de octubre de 2013 Mayoría absoluta requerida (85/169) | Abs. |    |    |    |    |    | 9 |   |   | 9/169  |

### Apoyo Gobierno 2017
| Cámara   | Candidato    | Fecha                                                     | Voto |    |    |    |    |    |   |   |   |   | Total  |
| -------- | ------------ | --------------------------------------------------------- | ---- | -- | -- | -- | -- | -- | - | - | - | - | ------ |
| Storting | Erna Solberg | 15 de octubre de 2017 Mayoría absoluta requerida (85/169) | Sí   |    | 45 | 27 |    |    | 8 | 8 |   |   | 88/169 |
| Storting | Erna Solberg | 15 de octubre de 2017 Mayoría absoluta requerida (85/169) | No   | 49 |    |    | 19 | 11 |   |   | 1 | 1 | 81/169 |
| Storting | Erna Solberg | 15 de octubre de 2017 Mayoría absoluta requerida (85/169) | Abs. |    |    |    |    |    |   |   |   |   | 0/169  |

### Apoyo Gobierno 2020
| Cámara   | Primera Ministra | Situación |    |    |    |    |    |   |   |   |   | Total  |
| -------- | ---------------- | --------- | -- | -- | -- | -- | -- | - | - | - | - | ------ |
| Storting | Erna Solberg     | Gobierno  |    | 45 |    |    |    | 8 | 8 |   |   | 61/169 |
| Storting | Erna Solberg     | Oposición | 49 |    |    | 19 | 11 |   |   | 1 | 1 | 81/169 |
| Storting | Erna Solberg     | Apoyo     |    |    | 27 |    |    |   |   |   |   | 27/169 |

## Nombre
Por convención, los gobiernos noruegos generalmente reciben el nombre del primer ministro, en este caso, el gobierno Solberg. El gobierno, sin embargo, se refirió oficialmente a sí mismo (hasta la entrada del Partido Liberal) como el Gobierno Høyre Frp. De manera informal, se le llamó Gobierno Azul e incluso Gobierno Azul Azul, en referencia al color azul claro del Partido Conservador y al color azul oscuro del Partido del Progreso, respectivamente.

## Gabinete
El 16 de octubre de 2013, los ministros del gobierno de Erna Solberg fueron nombrados formalmente por el rey Harald V. El gabinete tuvo 18 ministros; dos menos que el gabinete Stoltenberg anterior. Tuvo once ministros de los conservadores y siete del Progreso, lo que reflejaba la fuerza numérica de los partidos en el parlamento en ese momento. Los ministros eran nueve hombres y nueve mujeres, su edad promedio al asumir el cargo fue de 43 años. Seis ministros tenían estudios en economía, cuatro eran juristas y cuatro tenían estudios en humanidades o ciencias sociales. Siete ministros procedían del oeste de Noruega,  incluida Listhaug, que ahora representaba a Oslo. Siete ministros (incluida Listhaug) representaron a Noruega del Este, tres ministros representaron a Trøndelag, uno al Norte de Noruega y uno a Sørlandet. Siv Jensen fue la única ministra que nació y creció en Oslo.
El 16 de diciembre de 2015, Solberg realizó una reorganización del gabinete. La reorganización aumentó el número de ministros del gabinete de 18 a 20. Tres ministros del gabinete fueron reemplazados el 20 de diciembre de 2016. El 22 de enero de 2019, con el ingreso del Partido Demócrata Cristiano a la coalición, el gobierno estuvo formado por 22 ministros, el mayor número jamás registrado en un gobierno noruego.
     Partido Conservador     Partido del Progreso     Partido Liberal     Partido Demócrata Cristiano

### Primera ministra de Noruega
| Fotografía | Primera ministra | Período               | Período               | Partido | Partido |
| Fotografía | Primera ministra | Inicio                | Fin                   | Partido | Partido |
| ---------- | ---------------- | --------------------- | --------------------- | ------- | ------- |
|            | Erna Solberg     | 16 de octubre de 2013 | 14 de octubre de 2021 |         |         |

### Ministerios
| Ministerio | Fotografía | Titular                      | Período                 | Período                 | Partido | Partido |
| Ministerio | Fotografía | Titular                      | Inicio                  | Fin                     | Partido | Partido |
| --- | ---------- | ---------------------------- | ----------------------- | ----------------------- | ------- | ------- |
| Agricultura |            | Sylvi Listhaug               | 16 de octubre de 2013   | 16 de diciembre de 2015 |         |         |
| Agricultura |            | Jon Georg Dale               | 16 de diciembre de 2015 | 31 de agosto de 2018    |         |         |
| Agricultura |            | Bård André Hoksrud           | 31 de agosto de 2018    | 22 de enero de 2019     |         |         |
| Agricultura |            | Olaug Bollestad              | 22 de enero de 2019     | 14 de octubre de 2021   |         |         |
| Asuntos Europeos y Cooperación Nórdica |            | Elisabeth Aspaker            | 16 de diciembre de 2015 | 20 de diciembre de 2016 |         |         |
| Asuntos Europeos y Cooperación Nórdica |            | Frank Bakke-Jensen           | 20 de diciembre de 2016 | 20 de octubre de 2017   |         |         |
| Asuntos Europeos y Cooperación Nórdica |            | Marit Berger Røsland         | 20 de octubre de 2017   | 17 de enero de 2018     |         |         |
| Asuntos Exteriores |            | Børge Brende                 | 16 de octubre de 2013   | 20 de octubre de 2017   |         |         |
| Asuntos Exteriores |            | Ine Marie Eriksen Søreide    | 20 de octubre de 2017   | 14 de octubre de 2021   |         |         |
| Asuntos Digitales (2019-2020) Asuntos Digitales y Regionales (2020-2021) |            | Nikolai Astrup               | 22 de enero de 2019     | 24 de enero de 2020     |         |         |
| Asuntos Digitales (2019-2020) Asuntos Digitales y Regionales (2020-2021) |            | Linda Hofstad Helleland      | 24 de enero de 2020     | 14 de octubre de 2021   |         |         |
| Clima y Medio Ambiente |            | Tine Sundtoft                | 16 de octubre de 2013   | 16 de diciembre de 2015 |         |         |
| Clima y Medio Ambiente |            | Vidar Helgesen               | 16 de diciembre de 2015 | 17 de enero de 2018     |         |         |
| Clima y Medio Ambiente |            | Ola Elvestuen                | 17 de enero de 2018     | 24 de enero de 2020     |         |         |
| Clima y Medio Ambiente |            | Sveinung Rotevatn            | 24 de enero de 2020     | 14 de octubre de 2021   |         |         |
| Comercio e Industria |            | Monica Mæland                | 16 de octubre de 2013   | 17 de enero de 2018     |         |         |
| Comercio e Industria |            | Torbjørn Røe Isaksen         | 17 de enero de 2018     | 24 de enero de 2020     |         |         |
| Comercio e Industria |            | Iselin Nybø                  | 24 de enero de 2020     | 14 de octubre de 2021   |         |         |
| Cultura y Asuntos Eclesiásticos |            | Thorhild Widvey              | 16 de octubre de 2013   | 16 de diciembre de 2015 |         |         |
| Cultura y Asuntos Eclesiásticos |            | Linda Hofstad Helleland      | 16 de diciembre de 2015 | 17 de enero de 2018     |         |         |
| Cultura y Asuntos Eclesiásticos |            | Trine Skei Grande            | 17 de enero de 2018     | 24 de enero de 2020     |         |         |
| Cultura y Asuntos Eclesiásticos |            | Abid Raja                    | 24 de enero de 2020     | 14 de octubre de 2021   |         |         |
| Defensa |            | Ine Marie Eriksen Søreide    | 16 de octubre de 2013   | 20 de octubre de 2017   |         |         |
| Defensa |            | Frank Bakke-Jensen           | 20 de octubre de 2017   | 14 de octubre de 2021   |         |         |
| Desarrollo Internacional |            | Nikolai Astrup               | 17 de enero de 2018     | 22 de enero de 2019     |         |         |
| Desarrollo Internacional |            | Dag Inge Ulstein             | 22 de enero de 2019     | 14 de octubre de 2021   |         |         |
| Educación e Investigación (2013-2018) Educación (2018-2021) |            | Torbjørn Røe Isaksen         | 16 de octubre de 2013   | 17 de enero de 2018     |         |         |
| Educación e Investigación (2013-2018) Educación (2018-2021) |            | Jan Tore Sanner              | 17 de enero de 2018     | 24 de enero de 2020     |         |         |
| Educación e Investigación (2013-2018) Educación (2018-2021) |            | Trine Skei Grande            | 24 de enero de 2020     | 13 de marzo de 2020     |         |         |
| Educación e Investigación (2013-2018) Educación (2018-2021) |            | Guri Melby                   | 13 de marzo de 2020     | 14 de octubre de 2021   |         |         |
| Educación Superior e Investigación |            | Iselin Nybø                  | 17 de enero de 2018     | 24 de enero de 2020     |         |         |
| Educación Superior e Investigación |            | Henrik Asheim                | 24 de enero de 2020     | 14 de octubre de 2021   |         |         |
| Finanzas |            | Siv Jensen                   | 16 de octubre de 2013   | 24 de enero de 2020     |         |         |
| Finanzas |            | Jan Tore Sanner              | 24 de enero de 2020     | 14 de octubre de 2021   |         |         |
| Gobierno Local y Modernización |            | Jan Tore Sanner              | 16 de octubre de 2013   | 17 de enero de 2018     |         |         |
| Gobierno Local y Modernización |            | Monica Mæland                | 17 de enero de 2018     | 24 de enero de 2020     |         |         |
| Gobierno Local y Modernización |            | Nikolai Astrup               | 24 de enero de 2020     | 14 de octubre de 2021   |         |         |
| Infancia, Igualdad e Inclusión Social (2013-2019) Infancia y Familia (2019-2021) |            | Solveig Horne                | 16 de octubre de 2013   | 17 de enero de 2018     |         |         |
| Infancia, Igualdad e Inclusión Social (2013-2019) Infancia y Familia (2019-2021) |            | Linda Hofstad Helleland      | 17 de enero de 2018     | 22 de enero de 2019     |         |         |
| Infancia, Igualdad e Inclusión Social (2013-2019) Infancia y Familia (2019-2021) |            | Kjell Ingolf Ropstad         | 22 de enero de 2019     | 14 de octubre de 2021   |         |         |
| Justicia, Seguridad Pública e Inmigración (2013-2015) Justicia y Seguridad Pública (2015-2018) Justicia, Seguridad Pública e Inmigración (2018-2019) Justicia e Inmigración (2019-2021) |            | Anders Anundsen              | 16 de octubre de 2013   | 20 de diciembre de 2016 |         |         |
| Justicia, Seguridad Pública e Inmigración (2013-2015) Justicia y Seguridad Pública (2015-2018) Justicia, Seguridad Pública e Inmigración (2018-2019) Justicia e Inmigración (2019-2021) |            | Per-Willy Amundsen           | 20 de diciembre de 2016 | 17 de enero de 2018     |         |         |
| Justicia, Seguridad Pública e Inmigración (2013-2015) Justicia y Seguridad Pública (2015-2018) Justicia, Seguridad Pública e Inmigración (2018-2019) Justicia e Inmigración (2019-2021) |            | Sylvi Listhaug               | 17 de enero de 2018     | 20 de marzo de 2018     |         |         |
| Justicia, Seguridad Pública e Inmigración (2013-2015) Justicia y Seguridad Pública (2015-2018) Justicia, Seguridad Pública e Inmigración (2018-2019) Justicia e Inmigración (2019-2021) |            | Tor Mikkel Wara              | 20 de marzo de 2018     | 15 de marzo de 2019     |         |         |
| Justicia, Seguridad Pública e Inmigración (2013-2015) Justicia y Seguridad Pública (2015-2018) Justicia, Seguridad Pública e Inmigración (2018-2019) Justicia e Inmigración (2019-2021) |            | Jøran Kallmyr                | 15 de marzo de 2019     | 24 de enero de 2020     |         |         |
| Justicia, Seguridad Pública e Inmigración (2013-2015) Justicia y Seguridad Pública (2015-2018) Justicia, Seguridad Pública e Inmigración (2018-2019) Justicia e Inmigración (2019-2021) |            | Monica Mæland                | 24 de enero de 2020     | 14 de octubre de 2021   |         |         |
| Migración e Integración (2015-2018) Seguridad Pública (2019-2020) |            | Sylvi Listhaug               | 16 de diciembre de 2015 | 17 de enero de 2018     |         |         |
| Migración e Integración (2015-2018) Seguridad Pública (2019-2020) |            | Ingvil Smines Tybring-Gjedde | 22 de enero de 2019     | 24 de enero de 2020     |         |         |
| Personas Mayores y Salud Pública |            | Åse Michaelsen               | 17 de enero de 2018     | 3 de mayo de 2019       |         |         |
| Personas Mayores y Salud Pública |            | Sylvi Listhaug               | 3 de mayo de 2019       | 18 de diciembre de 2019 |         |         |
| Personas Mayores y Salud Pública |            | Terje Søviknes               | 18 de diciembre de 2019 | 24 de enero de 2020     |         |         |
| Pesca, Política Oceánica y Cooperación Nórdica (2013-2015) Pesca y Política Oceánica (2015-2021)                                                                                        |            | Elisabeth Aspaker            | 16 de octubre de 2013   | 16 de diciembre de 2015 |         |         |
| Pesca, Política Oceánica y Cooperación Nórdica (2013-2015) Pesca y Política Oceánica (2015-2021)                                                                                        |            | Per Sandberg                 | 16 de diciembre de 2015 | 13 de agosto de 2018    |         |         |
| Pesca, Política Oceánica y Cooperación Nórdica (2013-2015) Pesca y Política Oceánica (2015-2021)                                                                                        |            | Harald T. Nesvik             | 13 de agosto de 2018    | 24 de enero de 2020     |         |         |
| Pesca, Política Oceánica y Cooperación Nórdica (2013-2015) Pesca y Política Oceánica (2015-2021)                                                                                        |            | Geir-Inge Sivertsen          | 24 de enero de 2020     | 2 de marzo de 2020      |         |         |
| Pesca, Política Oceánica y Cooperación Nórdica (2013-2015) Pesca y Política Oceánica (2015-2021)                                                                                        |            | Odd Emil Ingebrigtsen        | 2 de marzo de 2020      | 14 de octubre de 2021   |         |         |
| Petróleo y Energía |            | Tord Lien                    | 16 de octubre de 2013   | 20 de diciembre de 2016 |         |         |
| Petróleo y Energía |            | Terje Søviknes               | 20 de diciembre de 2016 | 31 de agosto de 2018    |         |         |
| Petróleo y Energía |            | Kjell-Børge Freiberg         | 31 de agosto de 2018    | 18 de diciembre de 2019 |         |         |
| Petróleo y Energía |            | Sylvi Listhaug               | 18 de diciembre de 2019 | 24 de enero de 2020     |         |         |
| Petróleo y Energía |            | Tina Bru                     | 24 de enero de 2020     | 14 de octubre de 2021   |         |         |
| Servicios de Atención y Salud (2013-2018) Servicios de Atención (2018-2020) Servicios de Atención, Salud y Personas Mayores (2020-2021)                                                 |            | Bent Høie                    | 16 de octubre de 2013   | 14 de octubre de 2021   |         |         |
| Trabajo y Asuntos Sociales |            | Robert Eriksson              | 16 de octubre de 2013   | 16 de diciembre de 2015 |         |         |
| Trabajo y Asuntos Sociales |            | Anniken Hauglie              | 16 de diciembre de 2015 | 24 de enero de 2020     |         |         |
| Trabajo y Asuntos Sociales |            | Torbjørn Røe Isaksen         | 24 de enero de 2020     | 14 de octubre de 2021   |         |         |
| Transportes y Comunicaciones |            | Ketil Solvik-Olsen           | 16 de octubre de 2013   | 31 de agosto de 2018    |         |         |
| Transportes y Comunicaciones |            | Jon Georg Dale               | 31 de agosto de 2018    | 24 de enero de 2020     |         |         |
| Transportes y Comunicaciones |            | Knut Arild Hareide           | 24 de enero de 2020     | 14 de octubre de 2021   |         |         |